# Li (etnia)
Li (em  chinês tradicional: 黎族; chinês simplificado: 黎族; pinyin: Lí) e um grupo étnico que teve origem no sul da China. Eles formam uma das 56 nacionalidades oficialmente reconhecidas pela República Popular da China, e  aproximadamente, 1 247 814 pessoas, de acordo com o recenseamento chinês de 2000.  Sua língua é o li.
Na atualidade, os Li vivem principalmente em Hainan (aproximadamente 369 700 pessoas) e Região Autônoma Zhuang  de Guangxi, Guizhou, Guangdong, Jiangxi, mas existem comunidades espalhadas por todo o país.